# Radio (Robbie Williams)
Radio is een single uit 2004 van de Britse zanger Robbie Williams. Het is het eerste nummer van het album Greatest hits.

## Tracklist
1. Radio 3:53
2. Radio (Maloney Mix) 5:43

## Hitnoteringen

#### Nederlandse Top 40
| Hitnotering: 09-10-2004 t/m 13-11-2004 | Hitnotering: 09-10-2004 t/m 13-11-2004 | Hitnotering: 09-10-2004 t/m 13-11-2004 | Hitnotering: 09-10-2004 t/m 13-11-2004 | Hitnotering: 09-10-2004 t/m 13-11-2004 | Hitnotering: 09-10-2004 t/m 13-11-2004 | Hitnotering: 09-10-2004 t/m 13-11-2004 | Hitnotering: 09-10-2004 t/m 13-11-2004 |
| Week                                   | 1                                      | 2                                      | 3                                      | 4                                      | 5                                      | 6                                      |                                        |
| -------------------------------------- | -------------------------------------- | -------------------------------------- | -------------------------------------- | -------------------------------------- | -------------------------------------- | -------------------------------------- | -------------------------------------- |
| Positie                                | 33                                     | 32                                     | 9                                      | 9                                      | 23                                     | 34                                     | uit                                    |

#### NederlandseSingle Top 100
| Hitnotering: 09-10-2004 t/m 11-12-2004 | Hitnotering: 09-10-2004 t/m 11-12-2004 | Hitnotering: 09-10-2004 t/m 11-12-2004 | Hitnotering: 09-10-2004 t/m 11-12-2004 | Hitnotering: 09-10-2004 t/m 11-12-2004 | Hitnotering: 09-10-2004 t/m 11-12-2004 | Hitnotering: 09-10-2004 t/m 11-12-2004 | Hitnotering: 09-10-2004 t/m 11-12-2004 | Hitnotering: 09-10-2004 t/m 11-12-2004 | Hitnotering: 09-10-2004 t/m 11-12-2004 | Hitnotering: 09-10-2004 t/m 11-12-2004 | Hitnotering: 09-10-2004 t/m 11-12-2004 |
| Week                                   | 1                                      | 2                                      | 3                                      | 4                                      | 5                                      | 6                                      | 7                                      | 8                                      | 9                                      | 10                                     |                                        |
| -------------------------------------- | -------------------------------------- | -------------------------------------- | -------------------------------------- | -------------------------------------- | -------------------------------------- | -------------------------------------- | -------------------------------------- | -------------------------------------- | -------------------------------------- | -------------------------------------- | -------------------------------------- |
| Positie                                | 12                                     | 9                                      | 15                                     | 24                                     | 30                                     | 40                                     | 55                                     | 52                                     | 72                                     | 82                                     | uit                                    |